# Mosopia cassinusalis
Mosopia cassinusalis är en fjärilsart som beskrevs av Walker 1858. Mosopia cassinusalis ingår i släktet Mosopia och familjen nattflyn. Inga underarter finns listade i Catalogue of Life.